# Stazione di Strongoli
Stazione di Strongoli vasútállomás Olaszországban, Strongoli településen.

## Vasútvonalak
Az állomást az alábbi vasútvonalak érintik:
- Jonica-vasútvonal

## Kapcsolódó állomások
A vasútállomáshoz az alábbi állomások vannak a legközelebb:
- Stazione di Crotone
- Stazione di Torre Melissa